# 실크 스타킹
실크 스타킹(Silk Stockings)은 미국에서 제작된 루벤 마모울리언 감독의 1957년 영화이다. 프레드 아스테어 등이 주연으로 출연하였고 아서 프리드 등이 제작에 참여하였다.

## 출연

### 주연
- 프레드 아스테어
- 시드 카리스

### 조연
- 자니스 페이지
- 피터 로어
- 조지 토비아스
- 줄스 먼신
- 조셉 버로프
- Wim Sonneveld

## 제작진
- 원작자: 애비 버로우즈
- 원작자: 조지 S. 코프만
- 원작자: 로인 맥그라스
- 의상: 헬렌 로즈

## 노래
작곡, 작사는 콜 포터(Cole Porter)가 맡았다.
- "Too Bad"
- "Paris Loves Lovers"
- "Stereophonic Sound"
- "It's a Chemical Reaction, That's All"
- "All of You"
- "Satin and Silk"
- "Without Love"
- "Fated to Be Mated"
- "Josephine"
- "Siberia"
- "The Red Blues"
- "The Ritz Roll and Rock"